# Rotsjön, Hälsingland
Rotsjön är en sjö i Ljusdals kommun i Hälsingland och ingår i Ljusnans huvudavrinningsområde. Sjön har en area på 0,114 kvadratkilometer och ligger 316,5 meter över havet. Rotsjön ligger i Nätsjöbäcken Natura 2000-område. Sjön avvattnas av vattendraget Nätsjöbäcken.

## Delavrinningsområde
Rotsjön ingår i det delavrinningsområde (684089-146711) som SMHI kallar för Utloppet av Rotsjön. Medelhöjden är 360 meter över havet och ytan är 2,98 kvadratkilometer. Räknas de 8 avrinningsområdena uppströms in blir den ackumulerade arean 31,9 kvadratkilometer. Nätsjöbäcken som avvattnar avrinningsområdet har biflödesordning 4, vilket innebär att vattnet flödar genom totalt 4 vattendrag innan det når havet efter 173 kilometer. Avrinningsområdet består mestadels av skog (83 procent). Avrinningsområdet har 0,11 kvadratkilometer vattenytor vilket ger det en sjöprocent på 3,6 procent.